# Tony Killeen
Tony Killeen, irl. Antóin Ó Cillín (ur. 9 czerwca 1952 w Corofin) – irlandzki polityk i nauczyciel, działacz Fianna Fáil, parlamentarzysta, w latach 2010–2011 minister obrony.

## Życiorys
Kształcił się w St. Flannan’s College w Ennis oraz w kolegium nauczycielskim Mary Immaculate College w Limerick. Pracował zawodowo jako nauczyciel. Zaangażował się w działalność polityczną w ramach Fianna Fáil, od 1985 zasiadał w radzie hrabstwa Clare.
W 1992 po raz pierwszy został wybrany do Dáil Éireann. Do niższej izby irlandzkiego parlamentu z powodzeniem ubiegał się o reelekcję w kolejnych wyborach w 1997, 2002 i 2007. We wrześniu 2004 został sekretarzem stanu w departamencie przedsiębiorczości, handlu i zatrudnienia. Od czerwca 2007 na tożsamym stanowisku odpowiadał za środowisko i energię. W maju 2008 został sekretarzem stanu do spraw rybołówstwa i leśnictwa.
W marcu 2010 powołany na ministra obrony w rządzie Briana Cowena. Ustąpił z tej funkcji wraz z grupą członków rządu w styczniu 2011. W tym samym roku nie ubiegał się o ponowny wybór na posła, motywując to stanem zdrowia (w 2008 zdiagnozowano u niego raka jelita grubego).